# ハート山

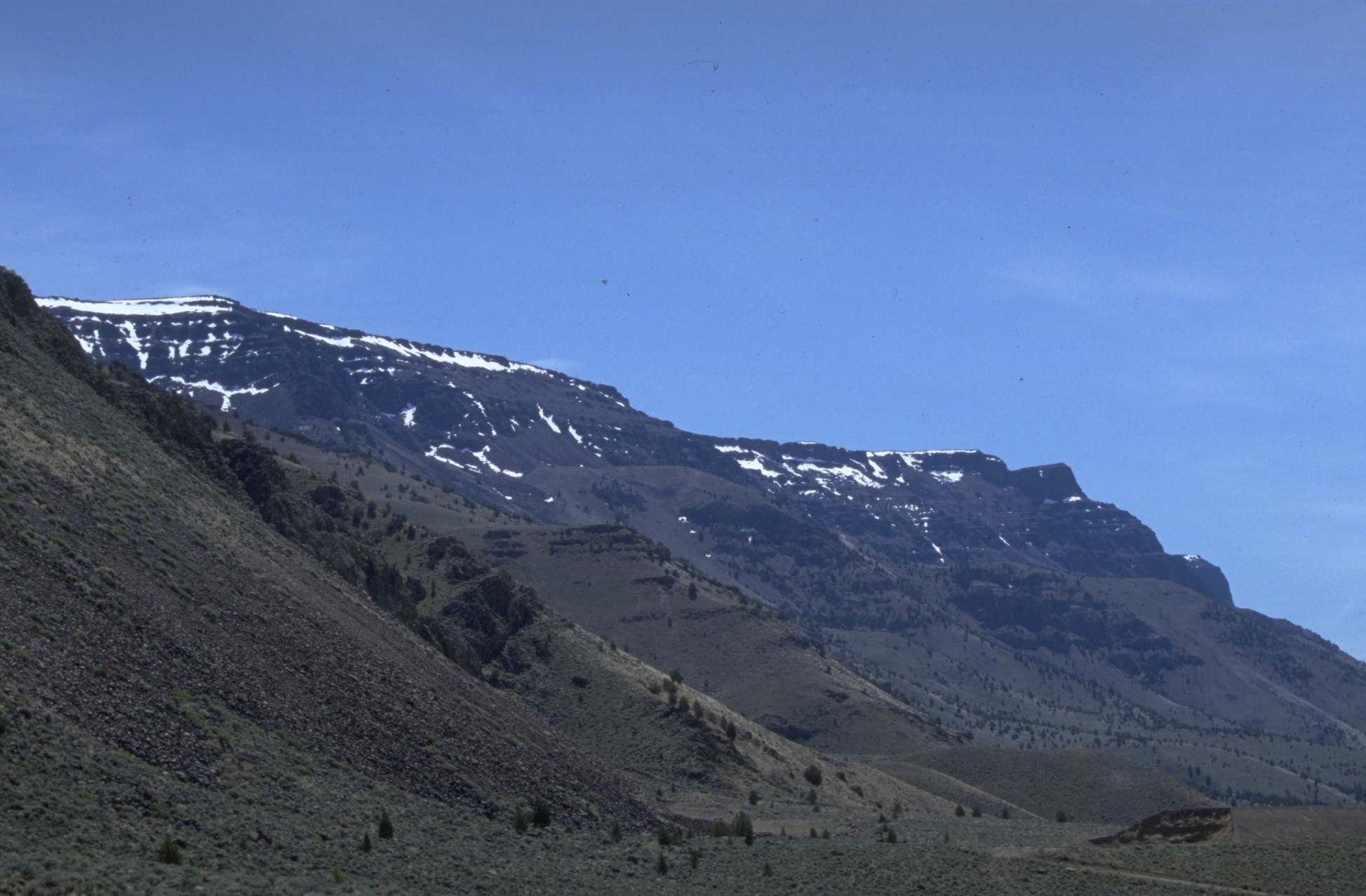
ハート山

ハート山 (ハートさん、Hart Mountain) はアメリカ合衆国オレゴン州レイク郡にある断層地塊。レイクビューの東約30マイル（48km）にある。
最高地点はウォーナー峰 (Warner Peak) で標高は8,024フィート（2,446 m）である。他に標高7,724フィート（2,354 m）のハート峰 (Hart Peak) がある。
ハート山の一部はハート山国立アンテロープ保護区 (Hart Mountain National Antelope Refuge) となっている。